# 20 mars 1989
Le lundi 20 mars 1989 est le 79e jour de l'année 1989.

## Naissances
- Étienne Froidevaux, joueur de hockey sur glace suisse
- Alexandru Dudoglo, haltérophile moldave
- Anna Todd, écrivaine américaine
- Annabelle Lewis, athlète britannique spécialiste du sprint
- Antoine Liorel, joueur français de basket-ball
- Barbara Probst, actrice française
- Catherine McNeil, mannequin australienne
- Consolate Sipérius, actrice belge
- Estela García, athlète espagnole, spécialiste du sprint
- Guillaume Leduey, linguiste français
- Heather Bergsma, patineuse de vitesse américaine
- Jean-Charles Valladont, archer français
- Joachim Bottieau, judoka belge
- Léa Buet, judokate franco-sénégalaise
- Matthieu Dreyer, footballeur français
- Muhammad Za'abia, joueur de football libyen
- Paul Betancourt, coureur cycliste costaricien
- Polina Kalsina, fondeuse russe
- Richard Almeida de Oliveira, joueur de football brésilien
- Shanon Carmelia, footballeur international curacien
- Todd Cunningham, joueur américain de baseball
- Tommy Ford, skieur alpin américain
- Wagner Cardoso, athlète brésilien, spécialiste du 400 mètres
- William Paul Yarbrough, joueur de football mexicain
- Xavier Dolan, acteur, réalisateur et scénariste canadien
- Yoris Grandjean, nageur belge
- Zheng Xingjuan, athlète chinoise, spécialiste du saut en hauteur

## Décès
- Archie Bleyer (né le 12 juin 1909), chef d'orchestre et arrangeur américain
- Dina Sfat (née le 28 octobre 1938), actrice brésilienne
- Fernand Hubin (né le 31 octobre 1919), politicien belge
- Mogens Lüchow (né le 13 mai 1918), escrimeur danois

## Événements
- France : 
  - Des heurts violents se produisent en Corse entre les fonctionnaires en grève générale et les forces de l'ordre.
  - Nomination du nouvel ambassadeur des États-Unis à Paris. William Curley remplace Joe Rodgers.
- France - Amérique latine : dix-huit ministres des Finances de l'Amérique latine sont reçus au palais de l'Élysée au sujet de la dette.
- Iran - Union européenne : les douze pays de la CEE renvoient leurs ambassadeurs à Téhéran. Ils les avaient rappelés pour consultation le 20 février dernier.
- Kosovo (ex-Yougoslavie) : le Parlement de la région autonome d'une révision de la constitution Serbe de 1974 lui garantissant l'autonomie. Début de trois jours d'affrontements entre manifestants d'origine albanaise et les forces de l'ordre.
- Ulster : deux officiers supérieurs de la police britannique sont assassinés par l'IRA provisoire.
- Vatican - Hongrie : à la suite de l'audience privée accordée par le pape au ministre d'État hongrois, Imre Pozsgay, celui-ci annonce une prochaine révision du procès du cardinal József Mindszenty, mort en exil à Vienne en 1975.

- Sortie de la chanson Monkey Gone to Heaven des Pixies